# Kirgisische Futsalnationalmannschaft
Die kirgisische Futsalnationalmannschaft ist eine repräsentative Auswahl kirgisischer Futsalspieler. Die Mannschaft vertritt den kirgisischen Fußballverband Football Federation of Kyrgyz Republic bei internationalen Begegnungen.

## Abschneiden bei Turnieren
Für Weltmeisterschaftsendrunden unter der Schirmherrschaft der FIFA qualifizierte sich die Nationalmannschaft Kirgisistans bisher noch nicht.
An Asienmeisterschaften nahm das Team insgesamt zwölf Mal teil.  Bestes Abschneiden war der 4. Platz 2005, 2006 und 2007.

### Futsal-Asienmeisterschaft
- 1999 – Vorrunde
- 2000 – Vorrunde
- 2001 – nicht teilgenommen
- 2002 – Viertelfinale
- 2003 – Viertelfinale
- 2004 – Vorrunde
- 2005 – 4. Platz
- 2006 – 4. Platz
- 2007 – 4. Platz
- 2008 – Viertelfinale
- 2010 – Viertelfinale
- 2012 – Viertelfinale
- 2014 – Vorrunde
- 2016 – Viertelfinale
- 2018 – Vorrunde
- 2022 – nicht qualifiziert
- 2024 – Viertelfinale

### Futsal-Asian Indoor Games
- 2005 – Viertelfinale
- 2007 – Gruppenphase
- 2009 – nicht teilgenommen
- 2013 – nicht teilgenommen
- 2017 – Gruppenphase